# Rafael Montesinos
Rafael Montesinos Martínez – hiszpański poeta pochodzący z Sewilli.